# Blues Pills
Blues Pills – szwedzki zespół wykonujący szeroko pojętą muzykę rockową. Powstał w 2011 roku w Örebro z inicjatywy Amerykanów Zacka Andersona i Cory'ego Berry, Szwedki Elin Larsson oraz Francuza Doriana Sorriaux.
Debiutancki album formacji zatytułowany Blues Pills ukazał się 25 lipca 2014 roku nakładem wytwórni muzycznej Nuclear Blast. Inspirowana muzyką rockową lat 70. płyta przysporzyła zespołowi sukcesu komercyjnego. Nagrania trafiły na listy przebojów m.in. w Finlandii, Francji, Niemczech, Austrii i Holandii. Wkrótce po premierze debiutu z zespołu odszedł Cory Berry, którego zastąpił Szwed André Kvarnström.

## Dyskografia
Albumy studyjne
| Blues Pills                 | - Data: 25 lipca 2014 - Wydawca: Nuclear Blast   | 21 | 85 | 19 | 118 | 4 | 68 | 10 | 72 | 120 |
| Lady in Gold                | - Data: 5 sierpnia 2016 - Wydawca: Nuclear Blast | 6  | 68 | 12 | 56  | 1 | 31 | 2  | 21 | 27  |
| "—" album nie był notowany. |                                                  |    |    |    |     |   |    |    |    |     |

Albumy koncertowe
| Live at Rockpalast (EP)     | - Data: 14 lutego 2014 - Wydawca: Nuclear Blast | —   | —   |
| Blues Pills – Live          | - Data: 16 marca 2015 - Wydawca: Nuclear Blast  | 148 | 158 |
| "—" album nie był notowany. |                                                 |     |     |

## Teledyski

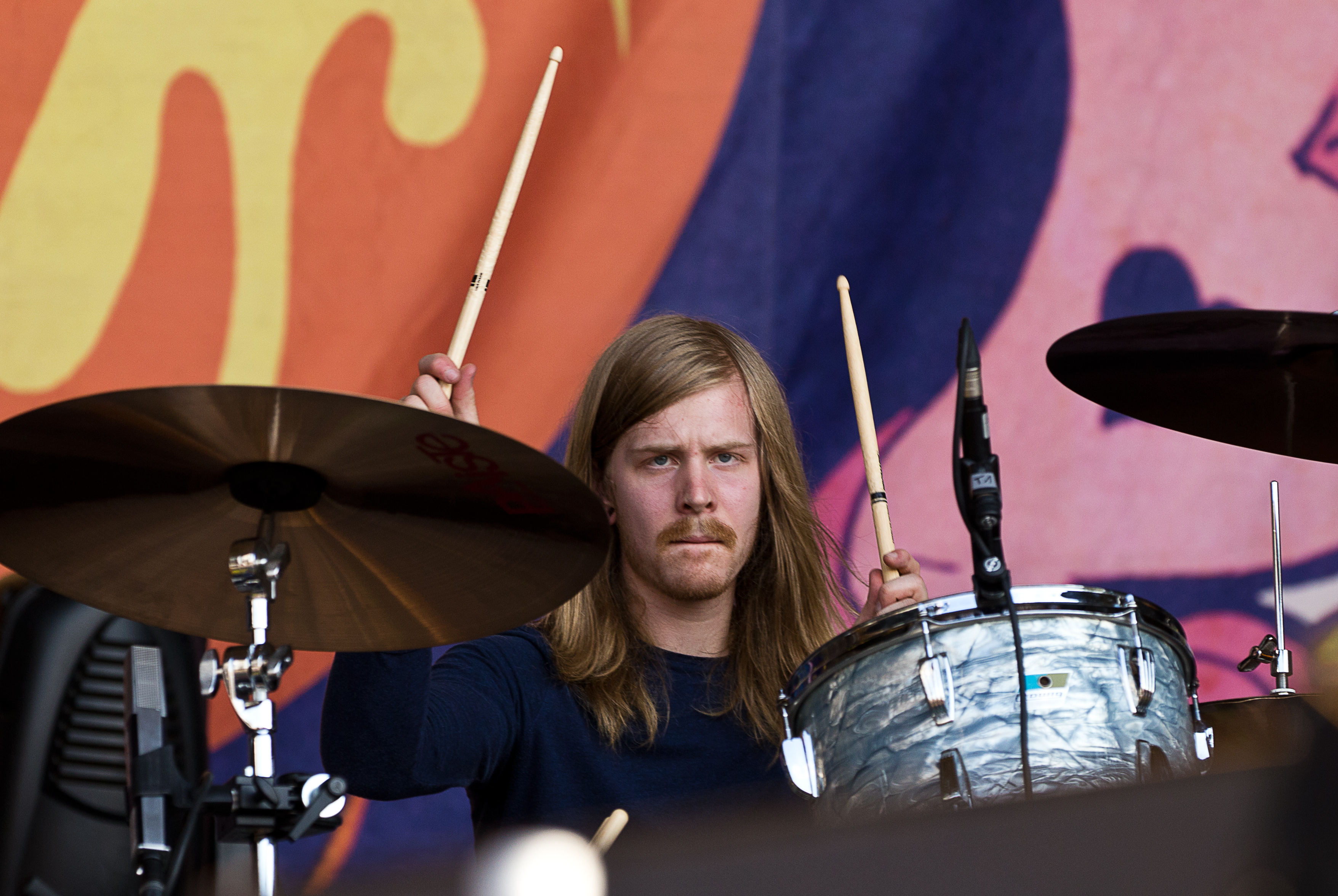
André Kvarnström, 2015

| Tytuł                 | Rok  | Reżyseria                   | Album        | Źródło |
| --------------------- | ---- | --------------------------- | ------------ | ------ |
| "High Class Woman"    | 2014 | Joan Manuel Urquiaga Valdes | Blues Pills  | [ 14 ] |
| "Gypsy"               | 2014 | —                           | Blues Pills  | [ 15 ] |
| "No Hope Left for Me" | 2014 | Patric Ullaeus              | Blues Pills  | [ 16 ] |
| "I Felt A Change"     | 2016 | Johan Bååth                 | Lady in Gold | [ 17 ] |
| "Lady in Gold"        | 2016 | Johan Bååth                 | Lady in Gold | [ 18 ] |